# Takeji Tomita
Sensei Takeji Tomita (Hamamatsu, 3 febbraio 1942) è un artista marziale giapponese, è stato il 1º uchi-deshi del Maestro Saito ed è stato uchi-deshi del Maestro Ueshiba.
Inizia la pratica dell'Aikidō nel 1961. Nel 1969 dopo aver ottenuto il 4º Dan dal Maestro Morihei Ueshiba si trasferisce in Svezia.
Da allora a tutt'oggi svolge opera di divulgazione dell'Aikido in diversi paesi Europei e non:
Italia, Inghilterra, Francia, Svezia, Finlandia, Germania, Russia, USA.